# Thèbe
Thèbe település Franciaországban, Hautes-Pyrénées megyében. Lakosainak száma 91 fő (2022. január 1.). Thèbe Samuran, Cierp-Gaud, Cazarilh, Mauléon-Barousse, Saléchan, Siradan és Troubat községekkel határos.

## Népesség
A település népessége az elmúlt években az alábbi módon változott:
| Lakosok száma | 84   | 82   | 76   | 77   | 78   | 79   | 85   | 91   |
|               | 2013 | 2015 | 2017 | 2018 | 2019 | 2020 | 2021 | 2022 |